# Michaił Sumarokow
Michaił Gieorgijewicz Sumarokow, ros. Михаил Георгиевич Сумароков (ur. prawdopodobnie w 1895 roku w Petersburgu, zm. ?) – rosyjski rewolucjonista, funkcjonariusz radzieckich służb specjalnych, emigrant.
Urodził się pod nazwiskiem Karpow. Ukończył szkołę realną. Podczas nauki zaangażował się w działalność rewolucyjną. Wstąpił do struktur Partii Socjalistów-Rewolucjonistów (tzw. eserów) w Saratowie. Był aresztowany przez Ochranę, po czym skazano go na karę 3 lat więzienia. Po wybuchu I wojny światowej został zmobilizowany do armii rosyjskiej. W wyniku rewolucji bolszewickiej 1917 roku wstąpił do nowo utworzonej Czerezwyczajki, przyjmując nazwisko Jakszyn. Objął funkcję zastępcy pełnomocnika grupy specjalnej do walki z kontrrewolucją w Piotrogradzie. W marcu 1919 roku przeszedł do służby w moskiewskiej Czerezwyczajce. Uczestniczył w śledztwie dotyczącym zamachu bombowego na członków miejscowego komitetu partyjnego Rosyjskiej Komunistycznej Partii (bolszewików), który odbył się pod koniec września tego roku. W 1920 roku wysłano go na Ukrainę, gdzie prowadził działania wywiadowcze i dywersyjne jako funkcjonariusz zarządu specjalnego Frontów Południowego i Południowo-Zachodniego. Na początku stycznia 1923 roku objął funkcję naczelnika oddziału ukraińskiego poselstwa Ukraińskiej Socjalistycznej Republiki Radzieckiej w Niemczech. Faktycznie był rezydentem INO OGPU. Używał fałszywego nazwiska Pawłowski. Oskarżony o defraudację pieniędzy, w sierpniu 1924 roku zgłosił się do władz niemieckich o azyl. Jako emigrant przyjął nazwisko Sumarokow. W połowie lat 20. nawiązał współpracę z byłym oficerem kontrwywiadu wojsk Białych pułkownikiem Władimirem Orłowem, po czym zajmował się fałszowaniem informacji o działalności za granicą radzieckich służb specjalnych przeznaczonych dla wywiadów państw zachodnich. W 1929 roku Sumakorow wraz z Orłowem zostali aresztowani przez Niemców i skazani na karę 4 miesięcy więzienia. Dalsze jego losy są nieznane.